# Tony Williams
Anthony Tillmon Tony Williams (født 12. december 1945 i Chicago, Illinois, død 23. februar 1997 i Daly City, Californien) var en amerikansk jazztrommeslager. Han begyndte i 1960'erne, i en alder af 17 år, som trommeslager i Miles Davis kvintet. Williams, der havde spillet trommer i sin fars band fra han var ganske ung, kom til at spille en afgørende rolle for jazztrommespillets udvikling op gennem 60'erne. Han en af de første til at slå om fra akustisk jazz til elektrisk jazz, med sin inovative gruppe Lifetime. Han er bedst kendt for sit virke med Miles Davis. Han har indspillet med mange af Jazzens store , og har lavet en del plader i eget navn.

## Diskografi
- Jackie Mclean – Vertigo (1962/1963)
- Jackie Mclean – One Step Beyond (1963)
- Kenny Dorham – Una Mas (1963)
- Grachan Moncur – Evolution (1963)
- Grachan Moncur – Some other Stuff (1964)
- Eric Dolphy – Out to Lunch (1964)
- Andrew Hill – Point of Depature (1964)
- Charles Lloyd - Of Course, Of Course (1965)
- Sam Rivers – Fuschia Swing Song (1965)
- Wayne Shorter – The Soothsayer (1965)
- Miles Davis – Seven Steps to Heaven (1963)
- Miles Davis – Four and More (1964)
- Miles Davis – My funny Valentine (1964)
- Miles Davis – Live In Tokyo (1964)
- Miles Davis – ESP (1964)
- Miles Davis – Miles Smiles (1966)
- Miles Davis – Nefertiti (1967)
- Miles davis – Soucerer (1967)
- Miles Davis – Filles de Kilmanjaru (1968)
- Miles Davis – Miles in the Sky (1968)
- Miles Davis – Water Babies (1967/1968)
- Miles Davis – In a Silent Way (1969)
- Herbie Hancock – Impyrean Isles (1964)
- Herbie Hancock – Maiden Voyage (1965)
- Stan Getz – Captain Marvel (1972)
- McCoy Tyner – Super Trios (1977)
- Tony williams – Lifetime (1964)
- Tony williams – Spring (1965)
- Tony williams – Lifetime / Emergency (1969)
- Tony williams – Lifetime / Turn it Over (1970)
- Tony williams – Lifetime / Ego (1971)
- Tony Williams – Lifetime / The Old Bums Rush (1972)
- Tony williams – Lifetime / Believe It (1975)
- Tony williams – Lifetime / Million Dollar Legs (1976)
- Tony williams – Joy of Flying (1979)
- Tony Williams - Play or Die (1980)
- Tony Williams – Foreign Intrigue (1985)
- Tony Williams – Civilization (1986)
- Tony williams – Angel Street (1988)
- Tony williams – Native Heart (1989)
- Tony williams – the Story Of Neptune ( 1992 )
- Tony Williams – Live in Tokyo (1993 )
- Tony Williams – Wilderness (1996 )
- Tony Williams – Young at Heart (1997)